# Фестивал „Борис Христов“
Фестивалът на изкуствата „Борис Христов“ е форум на млади таланти и на майстори в различни изкуства: музика, камерен театър, литература, документално кино, пластични изкуства. Ежегодно се открива на 18 май – рождената дата на Борис Христов и продължава до началото на месец юли.

## История
През 1977 г. Борис Христов дарява родната си къща на българската държава. Идеята за фестивала възниква с откриването на реставрирания и реконструиран дом на оперния артист, педагог и дарител Борис Христов в София и превръщането му в държавен културен институт към Министерството на културата през 2003 година. Интензивната художествена дейност и утвърждаването на авторитета на този музей и арт-пространство дава повод освен редовните артистични изяви тук да се провежда и фестивал.
Фестивалът представлява своеобразно изпълнение на желанието на Борис Христов домът му в София да бъде средище за развитие на млади таланти и отправна точка за тяхната изява на големите сцени, както и да свързва стремежите на младите творци и мъдростта и опита на старата генерация на майсторите в изкуството.

## Концепция
Идеята за фестивала е вдъхновена от убеждението на Борис Христов, че „изкуствата не плават сами“, и че всяко от начинанията умножава силата си, когато е част от цялото „ято от изкуства“.
Концепцията на фестивала се опира на идеята за представянето на различните изкуства в разнообразните им жанрови проявления на един форум, обвързването им в общи проекти, както и поощряването на синтетичните форми на изява. Фестивалът поощрява и представянето на отделен артист в различно амплоа или в изява, която съчетава различните аспекти и многообразието на таланта му.
По традиция в деня на откриването на фестивала организаторите обявяват вход с живо цвете за Градината на Борис Христов.
Повечето от фестивалните издания са с международно участие.
Със създаването на звукозаписно студио организаторите имат възможност да записват и съхраняват най-значимите изяви по време на празника.

## Форми на изява
Фестивалът включва разнообразни възможности за артистично представяне: камерен концерт, изложба, литературно четене, театрален моноспектакъл, танцов спектакъл, прожекция, хепънинг, хибридни форми, които съчетават изяви на живо и онлайн. Често в рамките на фестивала се включват творчески работилници и майсторски класове. Специално за изявата на децата-таланти е обособена рубриката „Детски ъгъл“.

## Пространства за изява
Артистите разполагат с необходимите удобства и оборудване в Концертната зала, Артгалерията, Трите стаи за творчески резиденции, открита сцена в Градината на Борис Христов.

## Артисти – участници
Сред участниците различни издания на фестивала са певците Мариана Цветкова, Пламен Бейков, Живко Желев, Бойка Василева, Людмила Добрева, Георги Петков, Александър Крунев, Петър Данаилов, Крум Гълъбов, Пламен Кумпиков, Ангел Христов, Мария Радоева, Алек Аведисян, Момчил Караиванов, Александър Носиков, Таня Угринова, Георгиос Филаделфевс, Калоян Христов, Божидар Божкилов, Ангелина Манчева, Роберта Матели, Гиргина Гиргинова, Вера Гиргинова, Пламена Гиргинова, Мария Жекова, Майкъл Смууд; пианистите Милена Моллова, Богдана Попова, Александър Хинчев, Ермила Швайцер, Вивиана Груданска, Милена Лазарова, Галина Апостолова, Боряна Ламбрева, Александър Райчев, Светослав Лазаров; флейтистите Димитър Маринкев, Христо Христов; кларинетистът Росен Идеалов; цигуларите Марио Хосен, Иван Кръстев;
Ансамблите „Силуети“, Музика антико“, „The early birds“, „Спектрум“.